# Aegean Voyage
Aegean Voyage è un videogioco pubblicato nel 1984 per Atari 8-bit, Commodore 64 e ZX Spectrum. Si tratta di un'avventura dinamica ambientata nella mitologia greca, ma veniva anche presentato come videogioco educativo, genere in cui era specializzato l'editore Spinnaker Software, in quanto introduce personaggi e luoghi della mitologia e richiede di prendere note e pianificare.

## Modalità di gioco
Il giocatore controlla una nave greca che deve esplorare le isole egee alla ricerca dei tesori, evitando le isole abitate dalle creature mitologiche. Il mare viene mostrato come un ambiente a scorrimento orizzontale nei due sensi, con visuale laterale 2.5D. La nave può muoversi nelle 8 direzioni e approdare su ciascuna isola entrando nell'insenatura che fa da porto naturale. Se si toccano le rocce si perde una nave.
Una volta giunti su un'isola viene rivelato il suo nome e un oracolo fornisce almeno un indizio, che descrivere una caratteristica di un'altra isola. A volte viene dato un ulteriore indizio su quali tipi di isole sono frequentati o evitati dalle creature.
A questo punto si può scegliere se esplorare l'isola o tornare in mare; se si esplora è possibile trovare un tesoro mitologico oppure una creatura, nel qual caso si perde una nave. Esiste anche un'isola che contiene entrambe le cose, in quel caso per ottenere il tesoro è necessario ottenere prima un altro oggetto che protegge dalla creatura.
Le posizioni di creature e tesori e gli indizi sono generati casualmente a ogni partita. Le informazioni date dagli oracoli non potranno essere richiamate a video e sta al giocatore trovare il modo di memorizzarle.
Altri pericoli, che possono apparire temporaneamente durante la navigazione, sono Zeus che lancia fulmini e le tempeste che spingono qua e là la nave rendendola difficile da controllare.
Scopo finale del gioco è trovare tutti i nove tesori prima di terminare le navi, ovvero le vite. Tuttavia, se al termine delle vite si ha punteggio sufficiente, si può scegliere se comprare un'altra nave sacrificando una parte del punteggio.
Nella modalità a due giocatori si gioca in modo alternato, ma sullo stesso scenario, quindi un tesoro già raccolto dall'altro giocatore non è più disponibile; vince chi totalizza più punti quando entrambi hanno finito le vite o sono finiti i tesori.